# HMS Neptune (1909)
«Нептун» (англ. HMS Neptune) був дредноутом, побудованим для Королівського флоту у першому десятилітті XX століття, єдиним представником свого типу.

## Конструкція
«Нептун» був першим британським лінкором, який був побудований з розташуванням башт головного калібру поешелонно, коли задня отримала можливість вести вогонь поверх передньої. Незабаром після добудов у 1911 році на кораблі провели випробування експериментального приладу керування артилерійським вогнем .

## Служба корабля
«Нептун» став флагманом Домашнього флоту. На початку 1914 року він втратив цей статус і був включений до складу 1-ї ескадри лінійних кораблів.

### Перша світова війна
Корабель був включений до Великого флоту, що був сформований незабаром після початку Першої світової війни в серпні 1914 року.

#### Ютландська битва
«Нептун» брав участь у битві у складі 5-ї дивізії 1-ї ескадри лінійних кораблів був 19 у лінії. Випустив 48 снарядів головного калібру.
Окрім участі в Ютландській битві у травні 1916 року та безрезультатній спробі знову вступити у битву з німецьким Флотом відкритого моря 19 серпня, служба лінкора під час війни переважно полягала у регулярних патрулюваннях та навчаннях в Північному морі. Після війни «Нептун», який розглядали як застарій, вивели у резерв, а 1922 року продали на брухт і розібрали.